# Panellinio Sosialistiko Kinima

Altes Logo (2012–2015)

Die Panellinio Sosialistiko Kinima (griechisch Πανελλήνιο Σοσιαλιστικό Κίνημα‚ Panhellenische (= gesamtgriechische) Sozialistische Bewegung‘), kurz PASOK (ΠΑΣΟΚ) oder PA.SO.K., ist eine sozialdemokratische Partei in Griechenland. Sie ist Teil der Sozialdemokratischen Partei Europas und darüber hinaus Mitglied der Sozialistischen Internationale.
Aufgrund der Eurokrise musste sie schwere Wahlverluste hinnehmen und verlor den Status als Volkspartei. Vor der Parlamentswahl in Griechenland 2019 schloss sie sich mit anderen Parteien zum Kinima Allagis zusammen.

## Geschichte
Die Partei wurde am 3. September 1974 von Andreas Papandreou gegründet, dem Sohn von Georgios Papandreou, dessen Wahlerfolge von König Konstantin II. und den Konservativen abgelehnt wurden, was einer der Hauptgründe für die Destabilisierung des Landes und die folgende Militärdiktatur war. Sie hat ihre Wurzeln in mehreren während der Diktatur im In- und Ausland aktiven Widerstandsgruppen, die sich vor oder kurz nach Parteigründung der PASOK anschlossen. Dazu gehörten die 1968 von Papandreou im Exil gegründete Panellinio Apeleftheriotiko Kinima (Πανελλήνιο Απελευθερωτικό Κίνημα ‚Panhellenische Befreiungsbewegung‘ PAK), die Dimokratiki Amyna (Δημοκρατική Άμυνα ‚Demokratische Verteidigung‘ DA), die Enosis Kendrou und andere Gruppen. Die Partei gewann erstmals die Parlamentswahlen 1981 mit absoluter Mehrheit; Papandreou wurde Ministerpräsident und genoss weithin hohe Popularität. Nach zwei Amtszeiten kam es zu einer Allparteienregierung unter der konservativen Nea Dimokratia (Neue Demokratie), die auch den Regierungschef stellte. 1993 gewann erneut die PASOK, konnte jedoch nicht mehr an die alten Erfolge anknüpfen. Die Regierung wurde von alten Skandalen überschattet, zusätzlich verschlechterte sich der Gesundheitszustand von Andreas Papandreou dramatisch. Drei Jahre später übernahm Kostas Simitis den Vorsitz der Partei, der umfangreiche Reform- und Infrastrukturprojekte startete und Griechenland in die Europäische Wirtschafts- und Währungsunion führte. Als 2004 die Umfragewerte einen Einbruch der Wählergunst voraussagten, wurde ein Generationswechsel eingeleitet und Giorgos Papandreou übernahm die Parteiführung. Dieser ist zwar der Sohn des Parteigründers, wird aber dem Reformer-Flügel zugeordnet. Bei der Wahl 2004 verlor die PASOK die Mehrheit an die Nea Dimokratia, auch nach der Wahl 2007 blieb sie in der Opposition.
Aus den vorgezogenen Parlamentswahlen am 4. Oktober 2009 ging die PASOK als stärkste Kraft hervor; sie erreichte 43,94 % der Stimmen, gewann mit 160 Sitzen die absolute Mehrheit der Mandate im 300-köpfigen Parlament und distanzierte damit die Nea Dimokratia des Ministerpräsidenten Kostas Karamanlis klar. Papandreou wurde Ministerpräsident. Er trat am 9. November 2011 im Rahmen der Griechischen Staatsschuldenkrise zurück.
Bei der Parlamentswahl am 6. Mai 2012 wurde die PASOK in drastischer Weise für die maßgeblich von ihr vertretenen Spar- und Reformmaßnahmen zur Bewältigung der Finanz- und Wirtschaftskrise abgestraft. Sie verlor über 70 % ihrer Wähler und wurde mit 13,18 % der Stimmen und somit 41 Mandaten nur noch drittstärkste Partei. Evangelos Venizelos wurde, nachdem es den Vorsitzenden von Nea Dimokratia und SYRIZA jeweils nicht gelungen war, eine Regierungskoalition zu bilden, mit der Regierungsbildung beauftragt. Obwohl zunächst eine Einigung mit Andonis Samaras, Chef der Konservativen, und Fotis Kouvelis, Vorsitzender von DIMAR, erreichbar schien, scheiterte der Versuch an der Bedingung Fotis Kouvelis', dass auch SYRIZA an der Regierung beteiligt werden müsse.
Da diese Wahl somit keine regierungsfähige Mehrheit erbrachte, fanden am 17. Juni erneut Parlamentswahlen statt. Aus diesen ging die PASOK mit weiteren Verlusten erneut als drittstärkste Partei hervor, wobei sich ihr Stimmanteil auf 12,28 % verminderte und sie 33 Mandate erzielte. Sie beteiligte sich daraufhin an einer Regierung mit der konservativen Nea Dimokratia und der gemäßigten Linkspartei Dimokratiki Aristera.
Bei der Europawahl 2014 trat PASOK als Teil des Mitte-Links-Wahlbündnisses Eliá (griechisch Ελιά deutsch: Olivenbaum) an, dessen Name offenbar vom italienischen L’Ulivo inspiriert sein soll. Elia wird weitgehend als kaum kaschierte Neugründung der geschwächten PASOK angesehen, durch die zahlreiche Abspaltungen wie etwa die RIKSSY des früheren PASOK-Ministers Andreas Loverdos wieder mit der PASOK zusammengeführt werden sollen.
Bei der vorgezogenen Parlamentswahl am 25. Januar 2015 erhielt die PASOK nur noch 4,7 % der Stimmen und somit 13 Mandate. In dem radikal veränderten politischen System, das die äußerst europakritischen Parteien SYRIZA und ANEL trotz völlig unterschiedlicher politischer Ausrichtung an die Regierung brachte, spielte PASOK für die Regierungsbildung keine Rolle mehr und befand sich ebenso wie die ND in der Opposition. Während den Konservativen immerhin die Rolle des Oppositionsführers zukam, wurde PASOK von der vorwiegend linken Regierung Alexis Tsipras’ gewissermaßen als dominierende linke Kraft abgelöst und marginalisiert. Nach dem Rücktritt von Venizelos wurde Fofi Gennimata, Tochter des Mitbegründers der Partei Giorgos Gennimatas und ehemalige mehrfache stellvertretende Ministerin, am 14. Juni 2015 in einer Mitgliederbefragung mit mehr als 51 % der Stimmen im ersten Wahlgang zur neuen, ersten weiblichen Vorsitzenden der Partei gewählt. Weitere Kandidaten waren Andreas Loverdos, mehrfacher ehemaliger Minister, und der Parlamentsabgeordnete Odysseas Konstantinopoulos. Gennimata kündigte an, die Partei wiederaufbauen und die Zusammenarbeit mit anderen mitte-links stehenden Parteien suchen zu wollen.
Die Parteivorsitzenden Gennimata und Theocharopoulos von der DIMAR erklärten die Zusammenarbeit beider Parteien für die vorgezogene Parlamentswahl am 20. September 2015 auf einer gemeinsamen Kandidatenliste als Dimokratiki Symbarataxi (Δημοκρατική Συμπαράταξη). Das Bündnis erreichte bei der Wahl 6,28 Prozent und landete auf dem vierten Platz. Erstmals seit 2009 konnte die PASOK somit bei einer nationalen Wahl wieder Wählerstimmen gewinnen.
Bei der Parlamentswahl in Griechenland 2019 trat die PASOK als Teil des Kinima Allagis an und erreichte gemeinsam 8,1 % der Stimmen.
Der im Oktober 2021 verstorbenen Fofi Gennimata folgte am 12. Dezember 2021 Nikos Androulakis als Parteivorsitzender der PASOK und der KINAL. Er setzte sich im zweiten Wahlgang mit 67,9 % der Stimmen gegenüber seinem Mitbewerber Giorgos Papandreou durch.

## Logo
Das Logo der PASOK zeigt eine aufgehende grüne Sonne, wobei grün nicht als Symbol für eine ökologische Einstellung steht.

## Ergebnisse bei Parlamentswahlen
| 1974 | 13,58 | 12  | 666.413   | Andreas Papandreou   |
| 1977 | 25,34 | 93  | 1.300.025 | Andreas Papandreou   |
| 1981 | 48,07 | 172 | 2.726.309 | Andreas Papandreou   |
| 1985 | 45,82 | 161 | 2.916.735 | Andreas Papandreou   |
| 1989 (Juni) | 39,13 | 125 | 2.551.518 | Andreas Papandreou   |
| 1989 (November) | 40,68 | 128 | 2.724.334 | Andreas Papandreou   |
| 1990 | 38,61 | 123 | 2.543.042 | Andreas Papandreou   |
| 1993 | 46,88 | 170 | 3.235.017 | Andreas Papandreou   |
| 1996 | 41,49 | 162 | 2.814.779 | Konstantinos Simitis |
| 2000 | 43,80 | 158 | 3.008.081 | Konstantinos Simitis |
| 2004 | 40,55 | 117 | 3.003.988 | Giorgos Papandreou   |
| 2007 | 38,10 | 102 | 2.727.279 | Giorgos Papandreou   |
| 2009 | 43,94 | 160 | 2.995.978 | Giorgos Papandreou   |
| 2012 (Mai) | 13,18 | 41  | 833.529   | Evangelos Venizelos  |
| 2012 (Juni) | 12,28 | 33  | 755.832   | Evangelos Venizelos  |
| 2015 (Januar) | 4,67  | 13  | 289.482   | Evangelos Venizelos  |
| 2015 (September) (Wahlbündnis mit DIMAR) | 6,28  | 17  | 341.390   | Fofi Gennimata       |
| 2019 (Als Kinima Allagis) | 8,10  | 22  | 457.623   | Fofi Gennimata       |
| 2023 (Mai) (Als PASOK–KINAL) | 11,46 | 41  | 676.166   | Nikos Androulakis    |
| 2023 (Juni) (Als PASOK–KINAL) | 11,84 | 32  | 617.487   | Nikos Androulakis    |
| Quellen: Griechisches Parlament (Wahlen 1974–2009) Griechisches Innenministerium (Wahl 2012 (Mai)) Griechisches Innenministerium (Wahl 2012 (Juni)) Griechisches Innenministerium (Wahl 2015 (Januar)) Griechisches Innenministerium (Wahl 2015 (September)) Griechisches Innenministerium (Wahl 2019) Griechisches Innenministerium (Wahl 2023) |       |     |           |                      |